# 范湖駅
范湖駅（はんこ-えき）は中華人民共和国湖北省武漢市江漢区に位置する武漢地下鉄の駅である。

## 駅構造

### のりば
地下二階
| ■2号線 | 漢口火車站・金銀潭方面 |
| ■2号線 | 王家墩東・光谷広場方面 |

地下三階
| ■3号線 | 雲飛路・沌陽大道方面 |
| ■3号線 | 菱角湖・宏図大道方面 |

## 歴史
- 2012年12月28日 - 開業。
- 2015年12月28日 - 武漢地下鉄3号線開業。

## 隣の駅
武漢地下鉄
■2号線
漢口火車站駅 - 范湖駅 - 王家墩東駅
■3号線
菱角湖駅 - 范湖駅 - 雲飛路駅